# Tara Lynne Barr
Pour les articles homonymes, voir Lynne et Barr.
Tara Lynne Barr est une actrice américaine née le 2 octobre 1993 dans le comté d'Orange, en Californie, principalement connue pour le rôle de Roxy dans God Bless America.

## Filmographie

### Cinéma
| Années | Titres                                         | Rôles    |
| ------ | ---------------------------------------------- | -------- |
| 2011   | God Bless America                              | Roxy     |
| 2013   | Rebel City Rumble                              | RK Keane |
| 2014   | Dawn (Court métrage, réalisé par Rose Mcgowan) | Dawn     |
| 2015   | 6 Miranda Drive                                | Kat      |

### Télévision
| Années      | Titres                              | Rôle              | Notes                                                  |  |
| ----------- | ----------------------------------- | ----------------- | ------------------------------------------------------ |  |
| 2004        | Le Monde de Joan                    | Jump-roping girl  | Épisode: "Only Connect"                                |  |
| 2005        | Preuve à l'appui                    | Sally Yates       | Épisode: "Murder in the Rue Morgue"                    |  |
| 2006        | Drake et Josh                       | Katie             | Épisode: "Megan's New Teacher"                         |  |
| 2006        | Zoé                                 | Sandy Baldwin     | Épisode: "Lola Likes Chase"                            |  |
| 2007-2008   | La Vie de palace de Zack et Cody    | Haley Grille      | Épisodes: "Summer of Our Discontent" et "Benchwarmers" |  |
| 2007        | Disney Channel's 3 Minute Game Show | Herself           | Épisode: "High School Musical 2 Edition"               |  |
| 2012        | Amour, Gloire et Beauté             | Christine Johnson |                                                        |  |
| 2015 - 2016 | Aquarius                            | Katie             | saison 1 et 2                                          |  |
| 2015 - 2018 | Casual                              | Laura             | rôle principal                                         |  |
| 2018        | Co-ed                               | Ginny             | Personnage récurrent (8 épisodes)                      |  |
| 2020        | Dispatches from Elsewhere           | Young Janice      | 7 épisodes                                             |  |